# David Kromhout
David Kromhout (Angerlo, 17 november 1845 - Angerlo, 24 oktober 1927) was een Nederlands officier.
Kromhout trad nog voor zijn 16e verjaardag als cadet der artillerie aan bij de KMA in Breda. Na voltooiing van de opleiding in 1865 volgde bevordering tot 2e luitenant en tot 1e luitenant in 1871. Kromhout was al op jeugdige leeftijd een paardenkenner en werd in 1873 aangesteld als instructeur van de rijkunst. Vijf jaar later werd hij eervol van deze functie ontheven en niet lang daarna benoemd tot kapitein bij het 4e Regiment vestingartillerie. Veertien jaar later in 1895 werd hij bevorderd tot majoor en werd "Voorzitter der Remonte Commissie der Bereden artillerie". Eind dat jaar werd hij directeur van de Rijschool van de bereden artillerie en in 1896 kreeg hij tevens de leiding over het op te richten Rijkshengstenveulendepot, beide te Bergen op Zoom. In 1901, toen hij al de rang van kolonel bereikt had, werd hij eervol ontheven als voorzitter van de Remonte commissie en in 1902 werd hij benoemd tot commandant van het 1e Regiment veldartillerie. Op eigen verzoek werd Kromhout op 1 november 1903 gepensioneerd. Na zijn pensionering is hij nog bevorderd tot generaal-majoor titulair.
Kromhout was aan het einde van de 19e eeuw een invloedrijk organisator van de cavalerie en de bereden artillerie. In 1935 werd in Tilburg de toenmalige cavaleriekazerne omgedoopt tot Generaal-majoor Kromhoutkazerne.